# The Complete Peerage
The Complete Peerage (vollständiger Titel: The Complete Peerage of England, Scotland, Ireland, Great Britain, and the United Kingdom Extant, Extinct, or Dormant; 1. Ausgabe von George Edward Cokayne 1910 ff; 2. durchgesehene Ausgabe von Hon. Vicary Gibbs et al.) ist ein umfassendes Nachschlagewerk zum Adel der Britischen Inseln.
Es wurde ursprünglich in 14 Bänden und 15 Büchern veröffentlicht, liegt aber mittlerweile auch auf CD vor. Die ersten 13 Bände wurden im Jahr 2000 als sechsbändiger Nachdruck neu herausgegeben, zusammen mit dem Band 14, einem Appendix für die Jahre bis 1995. Da der Nachdruck pro Seite vier Abbildungen enthält, ist er nur schwer zu lesen. Jedoch wird Cokaynes Werk vor allem in genealogischen Fragen allgemein höher eingeschätzt als die alternativen Werke Debrett's Peerage und Burke’s Peerage.
Siehe auch:
- Peerage of England
- Peerage of Scotland
- Peerage of Ireland
- Peerage of Great Britain
- Peerage of the United Kingdom

## Ausgaben
(unvollständig)
- The Complete Peerage of England, Scotland, Ireland, Great Britain and the United Kingdom/13 Volumes Bound in 6 (Hardcover), Palgrave Macmillan, 1984, ISBN 031215836X; Sutton Publishing 2000, ISBN 0-904-38782-8
- The Complete Peerage: Addenda and Corrigenda v. 14 (Deckenband), Sutton Publishing Ltd 1998, ISBN 0-750-90154-3
- Cracroft’s Peerage: The Complete Guide to the British Peerage: Release 4.2 (CD-ROM), Heraldic Media Ltd., ISBN 0-954-20702-5
- Einzelbände:
  - Complete Peerage of England, Scotland, Ireland, Great Britain and the United Kingdom V7: Extant, Extinct, or Dormant (1896), Taschenbuch: Kessinger Pub Co 2008, ISBN 1436811295; Hardcover: Indypublish.Com 2008, ISBN 1-437-00483-0
  - Complete Peerage: T–Z, Vol. 12, Military Press 1975, ISBN 0-854-20122X